# H-Klasse (1936)
Die H-Klasse war eine Schiffsklasse von acht Zerstörern, die als Teil des Marineprogramms von 1934 für die britische Royal Navy gebaut wurden. Ein neuntes Schiff, die Hardy, hatte einen etwas veränderten Entwurf, um als Flottillenführer zu dienen.
Sechs identische Schiffe waren bei Beginn des Zweiten Weltkriegs auf britischen Werften für die brasilianische Marine in Bau. Diese Zerstörer, die nahezu fertiggestellt waren, wurden von der britischen Regierung am 4. September 1939 gegen Zahlung einer Entschädigung beschlagnahmt. Sie werden regelmäßig der H-Klasse zugerechnet, manchmal aber auch als Havant-Klasse erwähnt.
Die Zerstörer der H-Klasse kamen im Zweiten Weltkrieg zu vielfältigen Kampfeinsätzen; zehn der 15 Schiffe gingen während des Krieges verloren, eines wurde an die Royal Canadian Navy abgegeben.

## Entwurf
Der Entwurf für die H-Klasse beruhte im Wesentlichen auf dem Entwurf für die vorhergehende G-Klasse. Die Änderungen betrafen u. a. verbesserte Hauptgeschütze und den verstärkten Einsatz von Schweißtechniken. Bei zwei Schiffen wurde ein veränderter Aufbau der Brücke erprobt.
Die Hardy war im Vergleich zu den anderen Schiffen etwas größer, um den Kommandeur der Flottille, seinen Stab und weitere Besatzungsmitglieder unterzubringen.
Soweit sie nicht frühzeitig verloren gingen, wurde die Ausrüstung und Bewaffnung der Zerstörer im Verlauf des Zweiten Weltkriegs teils erheblich modifiziert. Hierunter fallen etwa die Ausstattung mit Radar und dem Funkpeilungssystem Huff-Duff, mit zusätzlichen bzw. veränderten Geschützen, v. a. Flak und Schnellfeuerwaffen, sowie neuen Wasserbombenwurfvorrichtungen.

## Kriegseinsatz
Die Schiffe der H-Klasse wurden während des Zweiten Weltkriegs vor allem als Eskorten für Konvois und Kriegsschiffe und bei der Jagd auf U-Boote, aber auch im Kampf gegen feindliche Überwasserkriegsschiffe, eingesetzt. Die brasilianischen Schiffe dienten fast alle als Führungsschiff einer der Geleitgruppen, die aus wenigen, meist älteren Zerstörern und mehreren Korvetten, später dann auch teilweise einer Fregatte, bestanden und Konvois über den Nordatlantik bzw. nach Gibraltar begleiteten.
Zehn der 15 Schiffe gingen bei diesen Einsätzen verloren, alle bis auf eines durch Kampfhandlungen bzw. Minen. Im Gegenzug waren die Zerstörer der H-Klasse an der Versenkung von zehn deutschen und vier italienischen U-Booten sowie eines italienischen Leichten Kreuzers beteiligt, außerdem versenkten sie je zwei deutsche und italienische Zerstörer und ein italienisches Torpedoboot und beschädigten einen weiteren deutschen Zerstörer.
Die verbleibenden Schiffe waren nach dem Ende des Kriegs technisch veraltet, durch die jahrelangen Kriegseinsätze verbraucht und kaum noch verwendungsfähig.

## Schiffe der H-Klasse
- Hasty – An allen wichtigen Gefechten im Mittelmeer in den Jahren 1940/41 beteiligt (Seeschlacht bei Punta Stilo, Gefecht bei Kap Spada, Schlacht bei Kap Matapan), im Oktober 1940 an der Versenkung des U-Bootes Berillo und im Dezember 1941 von U 79. Ebenso bei beiden Seegefechten im Golf von Syrte eingesetzt. Am 15. Juni 1942 durch deutsches Schnellboot südwestlich von Kreta aus einem Malta-Geleitzug (Operation Vigorous) versenkt.
- Havock – Am Ersten Seegefecht bei Narvik, dem Gefecht bei Kap Spada, der Schlacht bei Kap Matapan und der Evakuierung Griechenlands beteiligt, im Oktober 1940 an der Versenkung des U-Bootes Berillo. Im Zweiten Seegefecht im Golf von Syrte beschädigt, lief das Schiff auf dem Marsch nach Gibraltar am 6. April 1942 an der tunesischen Nordküste auf Grund.
- Hereward – Nahm an der Seeschlacht bei Punta Stilo und der Schlacht bei Kap Matapan teil; versenkte im Dezember 1940 das italienische U-Boot Naiade; bei der Evakuierung der alliierten Truppen von der Insel Kreta durch deutsche Bomber östlich der Insel am 29. Mai 1941 versenkt.
- Hero – Am Zweiten Seegefecht bei Narvik, der Seeschlacht bei Punta Stilo, dem Gefecht bei Kap Spada und der Evakuierung Griechenlands beteiligt. Versenkte im Mai und Oktober 1942 mit anderen Schiffen die deutschen U-Boote U 568 und U 559; im November 1943 an die Royal Canadian Navy abgegeben und in Chaudiere umbenannt. 1944 bei der Operation Neptune und zur U-Jagd eingesetzt, an der Versenkung der deutschen U-Boote U 744, U 621 und U 984 im März und August 1944 beteiligt. Wurde im März 1946 verschrottet.
- Hostile – Nahm an dem Ersten Seegefecht bei Narvik und der Seeschlacht bei Punta Stilo teil. Lief am 23. August 1940 vor Kap Bon auf eine Mine und sank.
- Hotspur – Am 10. April 1940 im Ersten Seegefecht bei Narvik von deutschen Zerstörern beschädigt, war das Schiff im Oktober an der Versenkung des italienischen U-Boots Lafole beteiligt. 1941 in der Schlacht bei Kap Matapan und der Evakuierung Griechenlands eingesetzt; im Dezember an der Versenkung von U 79. Sodann bei der British Eastern Fleet und später im Atlantischen Ozean eingesetzt. 1948 an die Dominikanische Republik verkauft.
- Hunter – Während des Spanischen Bürgerkrieges vor der Küste Spaniens durch nicht aufgeklärte Unterwasser-Explosion schwer beschädigt. Am 10. April 1940 im Ersten Seegefecht bei Narvik von deutschen Zerstörern beschädigt und nach Kollision mit Hotspur versenkt.
- Hyperion – Nahm 1940 an der Seeschlacht bei Punta Stilo und dem Gefecht bei Kap Spada teil; versenkte im Dezember 1940 das italienische U-Boot Naiade. Am 22. Dezember 1940 nach Minentreffer vor Pantelleria gesunken.

Flottillenführer:
- Hardy – Am 10. April 1940 im Ersten Seegefecht bei Narvik vom deutschen Zerstörer Georg Thiele versenkt.

brasilianische Schiffe:
- Highlander (ex: Jaguaribe) – Während der Operationen im Anschluss an die deutsche Landung in Norwegen und bei der Operation Dynamo eingesetzt, im Oktober 1940 an der Versenkung von U 32 beteiligt. Danach im Nordatlantik als Geleitschiff für Konvois verwendet. Im Mai 1946 zum Abwracken verkauft.
- Hurricane (ex: Japura) – Im Nordatlantik als Eskorte für Konvois verwendet. Am 24. Dezember 1943 durch U 415 aus Gibraltar-Geleit versenkt.
- Havant (ex: Javary) – Während eines Einsatzes im Rahmen der Operation Dynamo am 1. Juni 1940 durch deutschen Luftangriff vor Dünkirchen so schwer beschädigt, dass das Schiff selbstversenkt werden musste.
- Harvester (ex: Jurua) – Evakuierte bei der Operation Dynamo im Mai/Juni 1940 alliierte Truppen aus Nordfrankreich, versenkte im Oktober 1940 U 32 und im Dezember 1941 U 208. Als Eskorte für Nordatlantik-Geleitzüge eingesetzt. Versenkte am 11. März 1943 U 444 durch Rammstoss, wurde dabei aber schwer beschädigt und manövrierunfähig, noch am selben Tag durch U 432 versenkt.
- Hesperus (ex: Juruena) – Während der Operationen im Anschluss an die deutsche Landung in Norwegen durch Bombentreffer beschädigt. Danach im Nordatlantik eingesetzt und an der Versenkung der deutschen U-Boote U 208 (Dezember 1941), U 93 (Januar 1942), U 357 (Dezember 1942), U 191 (April 1943) und U 186 (Mai 1943) beteiligt. Im November 1946 zur Verschrottung verkauft.
- Havelock (ex: Jutahy) – Während der Operationen im Anschluss an die deutsche Landung in Norwegen und bei der Operation Dynamo eingesetzt, versenkte das Schiff im November 1940 das italienische U-Boot Faá di Bruno. Es folgten Einsätze im Nordatlantik und in der Biskaya. Dabei war der Zerstörer an der Versenkung des U-Boots U 767 (Juni 1944) beteiligt. Im Oktober 1946 wurde das Schiff abgewrackt.